# David Hayter
David Bryan Hayter (Santa Monica (Californië), 6 februari 1969) is een Amerikaanse stemacteur, acteur, scenarioschrijver en filmregisseur.

## Carrière
Hayter startte op 9-jarige leeftijd met zijn eerste acteerrol. Zijn interesse in stemacteren groeide na een cameo in de sitcom Major Dad. Zijn eerste stemrol was voor het personage Arsène Lupin in de Engelse versie van de animefilm The Castle of Cagliostro in 1979.
In 1998 nam Hayter de Engelstalige stemrol van het personage Solid Snake in de computerspelserie Metal Gear op zich, waar hij wereldwijd mee bekend werd vanwege zijn diepe en norse stem.
Naast zijn werk als stemacteur schreef Hayter het script voor de films X-Men (2000), X-Men 2 (2003), en schreef ook mee aan het script voor Watchmen uit 2009. In 2014 maakte hij zijn debuut als filmregisseur met Wolves.